# HLAS – sociálna demokracia
HLAS – sociálna demokracia  (zkratka HLAS-SD, česky HLAS – sociální demokracie) je slovenská sociálnědemokratická politická strana. Stranu založil a jejím prvním předsedou byl až do svého zvolení prezidentem Slovenské republiky bývalý premiér a předseda Národní rady Peter Pellegrini. Současným předsedou strany je od roku 2024 současný ministr vnitra Matúš Šutaj Eštok.

## Historie
Členy přípravného výboru strany byli poslanci Národní rady SR Peter Pellegrini, Matúš Šutaj Eštok a Peter Kmec. Aby strana vznikla, musela do 25. prosince 2020 získat 10 000 podpisů občanů Slovenska starších 15 let, kteří souhlasili s jejím vznikem. Strana získala 94 414 podpisů od občanů SR. Ke straně se v parlamentu hlásilo 11 poslanců; všichni byli v parlamentních volbách v roce 2020 zvoleni na kandidátce strany SMER-SD. Působili však jako nezařazení, protože vedení parlamentu jim nepovolilo vytvoření poslaneckého klubu. Registraci strany provedlo slovenské ministerstvo vnitra dne 11. září 2020. Poslanci strany byli její předseda Peter Pellegrini, dále Richard Raši, Denisa Saková, Erik Tomáš, Peter Žiga, Matúš Šutaj Eštok, Ľubica Laššáková, Peter Kmec, Róbert Puci, Ján Ferenčák a Jan Blcháč.
V roce 2023 se krátce před volbami HLAS-SD sloučil se stranou Dobrá voľba.
V parlamentních volbách v roce 2023 strana získala 14,70 % hlasů. Po volbách vznikla čtvrtá vláda Roberta Fica, ve které HLAS-SD získal sedm ministerstev. Jeden z těchto postů později připadl SMERu-SD.
V říjnu 2023 Strana evropských socialistů (PES) pozastavila HLAS-SD členství s odůvodněním, že došlo k jasnému odklonu od hodnot evropských socialistů. Obavy vyvolalo oznámení vznikající vládní koalice SMER-SD, HLAS-SD a Slovenské národní strany, jíž PES označila za krajně pravicovou.

V prezidentských volbách v roce 2024 byl kandidátem strany zvolený prezident Peter Pellegrini.
1. června 2024 byl na sjezdu strany zvolen novým předsedou ministr vnitra Matúš Šutaj Eštok.

## Volební výsledky

### Parlamentní volby
| Volby | Počet hlasů | Hlasy v % | Změna | Mandátů | Změna | Postavení              |
| ----- | ----------- | --------- | ----- | ------- | ----- | ---------------------- |
| 2023  | 436 415     | 14,70     | –     | 27      | –     | Koalice (SMER-SD, SNS) |